# Campeonato Mundial de Luge de 1991
O Campeonato Mundial de Luge de 1991 foi a 26ª edição da competição e foi disputada entre os dias 26 e 27 de janeiro em Winterberg, Alemanha. Este foi o primeiro mundial de luge depois da unificação das Alemanhas.

## Medalhistas
| Evento                                 | Ouro                                                                                            | Prata | Bronze |
| Individual masculino detalhes          | ITA Arnold Huber                                                                                | GER Georg Hackl                                                                                                | AUT Markus Prock                                                                                                   |
| Individual feminino detalhes           | GER Susi Erdmanh                                                                                | GER Gabriele Kohlisch                                                                                          | GER Jana Bode |
| Duplas detalhes                        | GER Alemanha Stefan Krausse Jan Behrendt                                                        | GER Alemanha Yves Mankel Thomas Rudolph                                                                        | ITA Itália Hansjörg Raffl Norbert Huber                                                                            |
| Revezamento misto por equipes detalhes | GER Alemanha Georg Hackl Jens Müller Susi Erdmann Gabriele Kohlisch Stefan Krausse Jan Behrendt | AUT Áustria Robert Manzenreiter Markus Prock Doris Neuner Angelika Tagwerker Gerhard Gleirscher Markus Schmidt | ITA Itália Arnold Huber Gerhard Plankensteiner Natalie Obkircher Gerda Weissensteiner Hansjörg Raffl Norbert Huber |

## Quadro de medalhas
| Ordem | País     |   |   |   |   |
| 1     | Alemanha | 3 | 3 | 1 | 7 |
| 2     | Itália   | 1 |   | 2 | 3 |
| 3     | Áustria  |   | 1 | 1 | 2 |